# Estanys de Tumeneia
Els Estanys de Tumeneia són dos llacs d'origen glacial pràcticament a tocar l'un de l'altre al terme municipal de la Vall de Boí, a la comarca de l'Alta Ribagorça, i dins del Parc Nacional d'Aigüestortes i Estany de Sant Maurici. Ambdós són a la Capçalera de Caldes, a penes separats un centenar de metres, drenen pels seus extrems sud-orientals a dos barrancs que baixen cap al Barranc de les Llastres. Al seu voltant hi ha el Tuc de Roques Negres (SO), el Pa de Sucre (O) i la Serra de Tumeneia (N). L'Estany de Tumeneia de Dalt és a 2.320 m. d'altitud i té una superfície de 13,4 hectàrees. L'Estany de Tumeneia de Baix és a 2.285 m. d'altitud, té una superfície de 3,2 hectàrees i 16,5 metres de fondària màxima. Hi ha diverses rutes d'aproximació. Les habituals són:
- Sortint des del Refugi Joan Ventosa i Calvell, via la riba meridional de l'Estany de Travessani.
- O des del Pletiu de Riumalo, pels barrancs de les Llastres i de l'Estany de Tumeneia de Dalt.

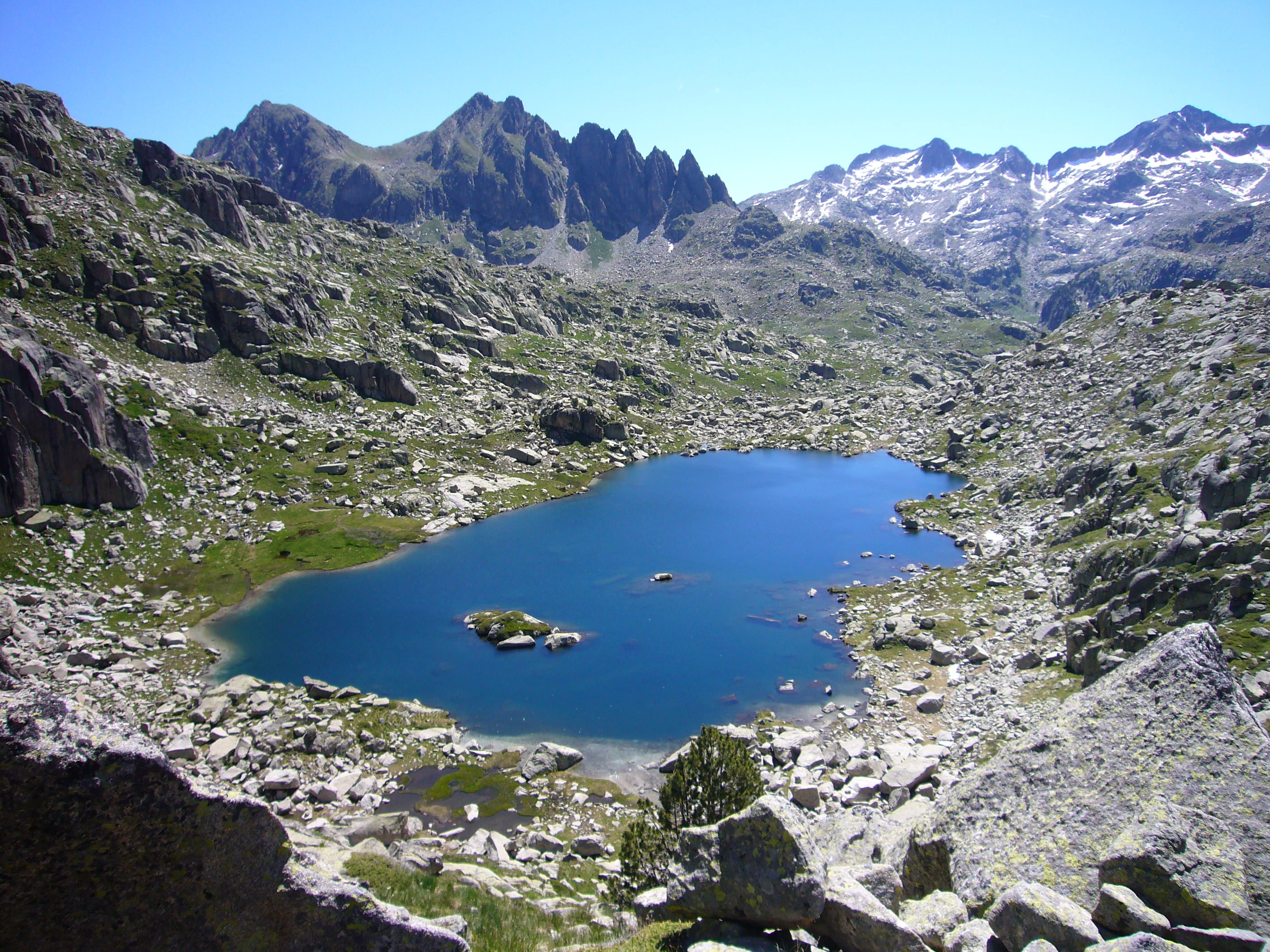
Estany de Tumeneia de Baix
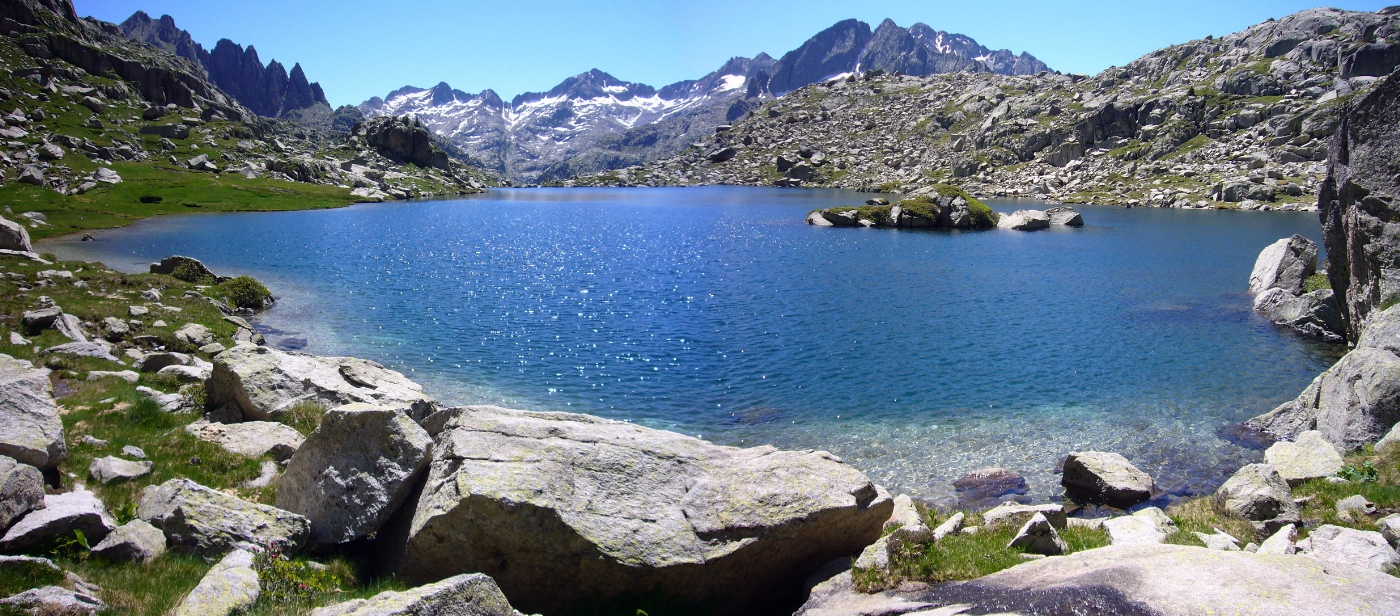
Estany de Tumeneia de Baix
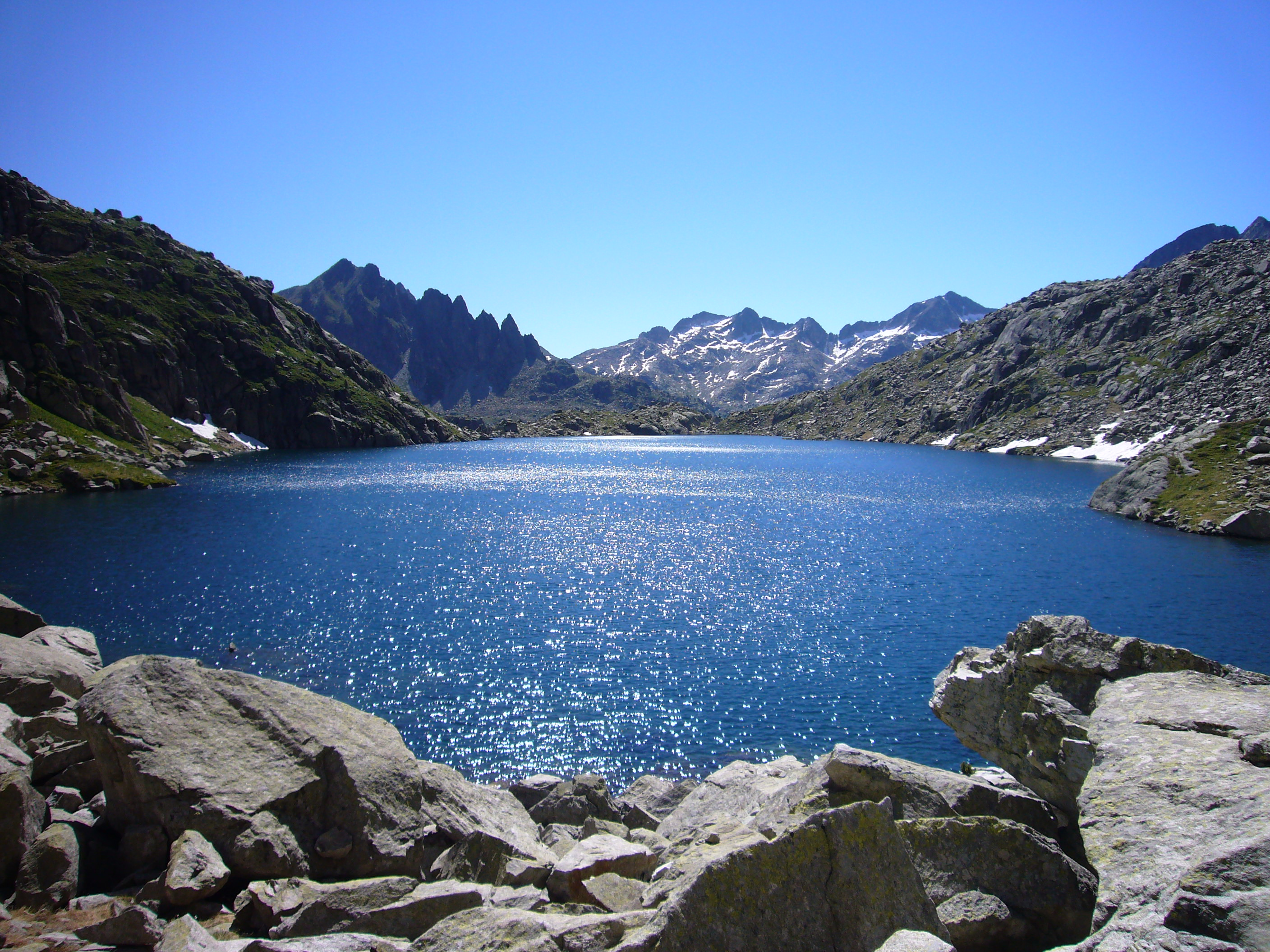
Estany de Tumeneia de Dalt